# Eptesicus platyops
Eptesicus platyops és una espècie de ratpenat que viu a Nigèria i, possiblement també, a Guinea Equatorial i el Senegal. Es desconeix si hi ha cap amenaça significativa per a la supervivència d'aquesta espècie.